# هرانت شاهینیان
هرانت شاهینیان (ارمنی: Հրանտ Շահինյան؛ زادهٔ ۳۰ ژوئیه ۱۹۲۳ - درگذشته ۲۹ مهٔ ۱۹۹۶) ژیمناست اهل ارمنستان بود که در بازی‌های المپیک تابستانی و مسابقات جهانی ژیمناستیک در مجموع برنده ۴ مدال طلا، ۲ مدال نقره و ۱ مدال برنز شد.

## زندگی‌نامه
وی در ۳۰ ژوئیه ۱۹۲۳ در گیولاگاراک به دنیا آمد. وی در ۲۹ مهٔ ۱۹۹۶ در سن ۷۲ سالگی در ایروان درگذشت و در آرامستان مرکزی ایروان (توخماخ) به خاک سپرده شد.